# Lepisosteus platyrhincus
Lepisosteus platyrhincus – gatunek ryby z rodziny niszczukowatych (Lepisosteiformes).

## Znaczenie gospodarcze
Niewielkie znaczenie gospodarcze, poławiana przez wędkarzy.

## Występowanie
Ameryka Północna.

## Opis
Ciało silnie wydłużone pokryte łuskami ganoidalnymi. Osiąga ok. 1,3 m długości i masę ciała do ok. 10 kg.

## Odżywianie
Ryba drapieżna, żywi się rybami i skorupiakami.